# 陳萬言 (南海縣知縣)
陳萬言（？—？），浙江仁和人，清朝政治人物。贡生出身。

## 生平
康熙五年（1666年），擔任清朝廣州府南海縣知縣。后由桂雲沖接任。